# Psycroptic
Psycroptic är ett australiskt band inom technical death metal och består 2014 av Jason Peppiatt (sång), Joe Haley (gitarr), Cameron Grant (basgitarr) och Dave Haley (trummor).

## Medlemmar
Nuvarande medlemmar
- David Haley – trummor (1999– )
- Joe Haley – gitarr (1999– )
- Jason Peppiatt – sång (2005– )
- Todd Stern – basgitarr (2018– )

Tidigare medlemmar
- Matthew "Chalky" Chalk – sång (1999–2005)
- Cameron Grant – basgitarr (1999–2018)

Turnerande medlemmar
- Mic Summerton – basgitarr
- Jason Peppiatt – sång (2004)
- Mark Palfreyman – basgitarr (2006)
- Tony Reust – sång (2008)
- Zdeněk "GTboy" Šimeček – sång (2010)
- Joe Payne – basgitarr (2012, 2016)
- Todd Stern – basgitarr (2015–2018)
- Sam Guy – basgitarr (2015)
- Jason Keyser – sång (2015, 2019– )
- Lochlan Watt – sång (2017)

## Diskografi
Studioalbum
- The Isle of Disenchantment (2001)
- The Scepter of the Ancients (2003)
- Symbols of Failure (2006)
- Ob(Servant) (2008)
- The Inherited Repression (2012)
- Psycroptic (2015)
- As the Kingdom Drowns (2018)

Livealbum
- Initiation (2010)

Singlar
- "Echoes to Come" (2014)

Samlingsalbum
- The Early Years (3 x 12" vinyl + 1 x 7" vinyl box) (2014)